# Operațiunea Furtună de august
Operațiunea Furtună de august ori Batălia pentru Manciuria a început  8 august 1945, când Uniunea Sovietică și aliatul său Republica Populară Mongolă au invadat statul-marionetă creat de Imperiul Japonez, Manciukuo. Invazia sovieto-mongolă s-a extins, incluzând și regiunea învecinată Mengjiang, Coreea de nord, sudul insulei Sahalin și Insulele Kurile. Aceasta a fost doar a doua acțiune militară împotriva Imperiului Japonez, după bătălia din 1939 de la Bătălia de la Halhin Gol. La Conferința de la Ialta, „Cei Trei Mari” au căzut de acord ca Uniunea Sovietică să nu mai reînnoiască pactul de neutralitate cu Japonia și să se implice în războiul din Pacific, după trei luni de la încheierea războiului în Europa.
Invazia a început în 8 august 1945, la exact trei luni după capitularea Germaniei Naziste (8 mai). Operațiunea a fost declanșat între cele două atacuri cu arme nucleare de la Hiroșima (6 august) și Nagasaki (9 august).
Decizia Japoniei de a accepta să capituleze a fost luată după ce amploarea atacului sovietic a fost corect apreciată , dar dacă ar mai fi continuat războiul, sovieticii aveau planuri pentru invadarea insulelor Hokkaidō,  mai înainte ca Aliații să invadeze Kyushu.

## Convenții cu privire la denumire
Deși lupta s-a extins dincolo de granițele tradiționale ale teritoriului Manciuria, invazia coordonată și integrată a teritoriilor nordice japoneze este, totuși, denumită colectiv ca bătălia pentru Manciuria. De asemenea, operațiunea este cunoscută și cu numele de cod sovietic, Furtună de august, sau cu numele alternative Bătălia pentru Manciukuo ori  Bătălia pentru nordul Chinei.

## Forțele beligerante

### Sovieticii
Comandamentul Orientului Îndepărtat, sub comanda mareșalului Alexandr Mihailovici Vasilevski, a planificat și condus atacul la scară mare. În regiune au acționat trei fronturi ale Armatei Roșii:
- Frontul Transbaikal, comandat de mareșalul R. I. Malinovski, care a acționat în Mengjiang și vestul Manciukuo, format din:
  - Armata a 17-a
  - Armata a 36-a
  - Armata a 39-a.
  - Armata a 53-a.
  - Armata a 6-a de Gardă de tancuri
  - Grupul de cavalerie mecanizată sovieto-mongol
  - Armata aeriană a 12-a
- Frontul I al Orientului Îndepărtat, comandat de mareșalul Ch. A. Merețkov, care a acționat în estul Manciukuo, format din:
  - Armata a 2-a Steagul Roșu
  - Armata a 15-a.
  - Armata a 16-a.
  - Armata aeriană a 10-a.
- Frontul al II-lea al Orientului Îndepărtat, comandat de M. A. Purkaev, care a acționat în nordul  Manciukuo, format din:
  - Armata 1 Steagul Roșu
  - Armata a 5-a.
  - Armata a 25-a
  - Armata a 35-a
  - Grupul operațional Chuguevsk.
  - Flotila râului Amur.

### Japonezii
Armata din Kwantung a Armatei Imperiale Japoneze se afla sub comanda generalului Otsuzo Yamada, fiind forța care a trebuit să facă față atacului sovietic. Această armată reprezenta o parte importantă a forțelor de ocupație din Manciuria și Coreea. Forța japoneză era compusă din două armate regionale și trei armate independente:
- Armata 1 regională (nord-estul Manciuriei), formată din:
  - Armata a 3-a.
  - Armata a 5-a.
- Armata a 3-a regională (sud-vestul Manciuriei), formată din:
  - Armata a 30-a.
  - Armata a 44-a.
- Unități independente
  - Armata a 4-a (nordul Manciuriei).
  - Armata a 34-a (acționa între Armatele a 3-a și a 17-a).
  - Armata de apărare din Kwangtung (Mengjiang)
  - Armata a 17-a (Coreea).

Din punct de vedere economic, Manciuria era foarte importantă și merita toate eforturile defensive ale armatei din Kwangtung, aici aflându-se cea mai mare concentrare de întreprinderi industriale și surse de materii prime din afara Japoniei, care se mai afla sub controlul niponilor în 1945. Cu toate acestea, forțele japoneze erau cu mult sub efectivele aprobate, cea mai mare parte a armamentului greu și cele mai bune unități fiind transferate pe frontul din Pacific, în ultimii trei ani. În 1945, armata din Kwantung era încadrată cu numeroși soldați proaspăt recrutați și slab pregătiți. Ca urmare, armata japoneză fuseseră redusă la o forță de infanterie ușoară capabilă să lupte cu insurgenții, fiind caracterizată, în principal, prin mobilitate și experiență limitate. Forțele japoneze nu se puteau compara nici pe departe cu Armata Roșie, care beneficia de tancuri și piese de artilerie net superioare din punct de vedere tehnic și de ofițeri și soldați cu o vastă experiență de luptă.
Mai trebuie remarcate și numeroasele greșeli făcute de militarii japonezi. Pentru început, ei au presupus că orice atac venit dinspre vest ar trebui să urmeze ori vechea linie ferată spre Hailar sau ar trebui să fie îndreptat spre Solun din extremitatea estică a Mongoliei. Sovieticii au atacat pe ambele direcții, e adevărat, dar atacul principal a fost dat prin lanțul de munți Hinggan, care se întindeau de la sud de Solun spre centrul Manciuriei și care păreau impenetrabili. Mai apoi, spionajul militar japonez nu a reușit să afle cât de mari erau efectivele sovietice care erau transferate pe frontul siberian. Spionajul japonez a presupus, bazându-se pe date eronate, că atacul sovietic va avea loc cel mai devreme în octombrie 1945 sau chiar în primăvara anului 1946.
Au fost făcute noi planuri în vara anului 1945, care presupuneau schimbarea centrului de greutate al apărării de la granițe spre colțul de sud-estic al regiunii continentale ocupate de japonezi, adică a Coreei, dar aceste planuri nu au fost puse în practică până în momentul în care sovieticii și-au lansat atacul.

## Campania militară
Operațiunea sovietică a fost o manevră clasică de dublă învăluire executată pe o suprafață de dimensiunile Europei Occidentale. Pe aripa de vest a atacului, Armata Roșie a înaintat prin deșerturile și munții din Mongolia, la mare distanță de liniile feroviare de aprovizionare. Această manevră a luat prin surprindere analiștii militari japonezi, care apreciaseră că atacul trebuie dat de-a lungul căilor ferate de aprovizionare, atacând poziții nipone foarte slab fortificate. Comandantul japonez a lipsit de la postul său în primele 18 ore ale atacului, iar comunicațiile dintre centrul de comandă și unitățile îndepărtate au fost întrerupte aproape de la început. În același timp, parașutiștii sovietici au fost lansați pentru cucerirea aeroporturilor și orașelor aflate pe direcția de atac a forțelor terestre. De asemenea, avioanele de transport au fost folosite pentru aprovizionarea cu combustibil a unităților avansate, care nu mai puteau fi aprovizionate pe cale terestră.
Luptele au durat doar aproape o săptămână, până în momentul în care împăratul Japoniei Hirohito a citit renumitul Gyokuon-hōsō (15 august) și a proclamat încetarea focului în regiune (16 august). În acel moment, forțele sovietice înaintaseră adânc în teritoriul manciurian. Sovieticii au înaintat, fără să întâmpine vreo opoziție, cucerind orașele Mukden, Changchun și Qiqihar, până la 20 august. În același timp, Mengjiangul a fost invadat de forțele sovieto-mongole. Împăratul statului Manciukuo (și fostul împărat al Chinei), Puyi, a fost capturat de soldații sovietici.
Pe 18 august au fost declanșate 5 debarcări amfibii mult în fața forțelor terestre: trei în nordul Coreei, una în Sahalin și una în Insule Kurile. Astfel, în Coreea, trupele deja debarcate își întăreau pozițiile în așteptarea principalelor forțe terestre sovietice, iar în Sahalin și Kurile Uniunea Sovietică își impunea fără drept de apel suveranitatea.
Înaintarea terestră a fost oprită la ceva distanță de Râul Yalu, la capătul nordic al Peninsulei Coreene, în momentul în care nu mai a fost posibilă nici măcar aprovizionarea pe calea aerului. Militarii care debarcaseră deja în Coreea au reușit să stabilească un anumit grad de control în nordul peninsulei, dar obiectivul ambițios de ocupare a întregii peninsule nu a putut fi obținut după ce forțele americane au debarcat la Incheon, în 8 septembrie, la șase zile după semnarea de către japonezi a capitulării.
Sovieticii nu au mai reușit să invadeze insula Hokkaido, după cum plănuiseră.

## Importanță și consecințe
Operațiunea Furtună de august, împreună cu cele două bombardamente nucleare de la Hiroșima și Nagasaki, au provocat o ruptură pe scena politică niponă și i-a obligat pe japonezi să accepte capitularea.
Cercetările istoricului nipon Tsuyoshi Hasegawa l-au dus la concluzia că bombardamentele nucleare nu au fost principalele motive pentru acceptarea capitulării. În schimb, el a ajuns la concluzia că rapida și copleșitoarea victorie sovietică de pe continent l-a forțat pe împăratul japonez să proclame încetarea focului.
Manciuria ocupată de sovietici a asigurat principala bază de acțiune pentru forțele comuniste conduse de Mao Zedong, care au ieșit victorioase în cele din urmă din războiul civil chinez. De fapt, succesul militar din Manciuria i-a împiedicat, în cele din urmă, pe sovietici să ocupe baze militare în China – după cum căzuseră de acord Aliații –, deoarece tot teritoriul cucerit de Armata Roșie a fost cedat noilor autorități ale R. P. Chineze. Mai trebuie amintit însă că în momentul în care Armata Roșie a fost evacuată din Manciuria, forțele sovietice au demontat numeroasele întreprinderi industriale din regiune și le-au reamplasat pe teritoriul controlat de guvernul de la Moscova.
După cum se căzuse de acord în timpul conferinței de la Ialta, URSS a declanșat atacul împotriva Japoniei în termen de trei luni de la capitularea germană și de aceea Moscova a ridicat pretenții asupra insulelor Sahalin și Kurile și asupra porturilor Lüshunkou (Port Arthur) și Dalian, precum și asupra căilor ferate strategice din regiune. Teritoriile de pe continent aflate sub control sovietic au fost transferate în 1955 sub suveranitatea totală a autorităților Republicii Populare Chineze, dar insule Kurile și Sahalin au rămas neîntrerupt, până azi, sub controlul guvernului de la Moscova.
Deși forțele sovietice au reușit să controleze nordul peninsulei coreene, logistica i-a trădat pe militari și Armata Roșie nu a reușit să cucerească toată Coreea. După debarcarea americană de la Incheon, s-a produs împărțirea de facto a Coreei. A urmat războiul din Coreea care a pecetlui soarta națiunii coreene, prin fondarea a două state Coreea de Nord și Coreea de Sud.